# Sacra Famiglia Borgherini
La Sacra Famiglia Borgherini è un dipinto a olio su tavola (135,9x100,6 cm) di Andrea del Sarto, databile al 1529 circa e conservato nel Metropolitan Museum of Art di New York.

## Storia e descrizione
L'opera venne dipinta per Giovanni Borgherini e si trova al Metropolitan dal 1922.
Il nome del committente sta probabilmente all'origine della preminenza del giovane Battista, che a sinistra sta inginocchiato porgendo il globo terrestre a Gesù Bambino, che è invece al centro, retto da Maria, e rivolge un intenso sguardo sorridente allo spettatore. Dietro, in ombra, san Giuseppe guarda pure fuori dal dipinto. Lo sfondo è una tenda verde, elemento di origine veneziana. Probabilmente l'opera allude anche a un significato politico cittadino, con Giovanni Battista, patrono di Firenze, che nel porgere il globo simboleggia il trasferimento della fedeltà fiorentina a Cristo, su intercessione del santo.
La ricchezza cromatica e la variazione di intensità della pittura ne fanno un capolavoro del pieno Rinascimento fiorentino. In basso, sul piano dove sta in piedi Gesù, si vedono il cuscino bianco che allude al sudario della Passione, la croce di canne legate del Battista, altro richiamo al martirio di Gesù, e un drappo rosso, che crea una vivace macchia di colore. Esso è illuminato in maniera forte e incidente, a differenza della luce che si fa smorzata, ad esempio, nel panno cangiante che copre il Bambin Gesù. Veri pezzi di virtuosismo sono le macchie di luce che rischiarano i soggetti, o il velo della Madonna, semitrasparente.
Allo stile pienamente manierista rimandano la varietà di posizioni (con il Battista che sembra lievitare su un imprecisato appoggio; il moto circolare di gesti e sguardi, derivato da Leonardo, la monumentalità dei personaggi, ispirata a Michelangelo, nonché un sottile erotismo che pervade la scena, percepibile in alcuni dettagli, pienamente compatibili con la destinazione privata dell'opera, quali il pube del Battista adolescente che si intravede dal perizoma, o i capezzoli della Vergine.